# Dragon Ball Legends
Dragon Ball Legends es un videojuego lucha desarrollado por Dimps, para dispositivos móviles iOS y Android. Está basado en la franquicia Dragon Ball, creada por Akira Toriyama. Se lanzó en mayo de 2018.
El anuncio del videojuego se produjo durante la Google Game Developers Conference, que se llevó a cabo en marzo de 2018. Se trata de un título con varios modos de juego, el multijugador competitivo, el modo eventos y el modo historia son los más destacables. El juego cuenta con gráficos completamente tridimensionales y opera a través de la plataforma Google Cloud Platform para mantener sus servicios en línea. El juego se actualiza frecuentemente añadiendo nuevo contenido, como personajes, nuevas animaciones e implementando más capítulos a su historia. El protagonista de la campaña se llama Shallot, un personaje original creado por Akira Toriyama, el creador de Dragon Ball. Este mismo va evolucionando con nuevas transformaciones y ataques que se desbloquean jugando.

## Jugabilidad
Tiene un sistema de combate de tres contra tres que mezcla la lucha con los juegos de cartas, permitiendo a los jugadores combinar las cartas que aparecen en la interfaz para liberar combos de ataques, cuerpo a cuerpo, a distancia, especiales, y ataques devastadores o ultimates que hacen referencia a los ataques más famosos de los clásicos luchadores del manga de Akira Toriyama. El jugador puede elaborar una estrategia con el vanish, los cambios de personaje, los cover changes, las habilidades, las gauge, etc. de ataque y defensa en cada combate para vencer a los rivales.
Actualmente (marzo de 2024), según la página oficial de Dragon ball Legends, hay más de 400 personajes en el juego, entre los cuales se encuentran Gohan SS2 (UL), Goku Ultra Instinto Señal(UL), LL Súper 17 (SP), Súper Vegeta(sp), Goku kid Genkidama(sp), o Goku y Bardock(sp).

## Recepción
Legends alcanzó 4.5 millones de usuarios prerregistrados en todo el mundo, la cifra más alta para un juego de Bandai Namco Entertainment. Para agosto de 2021, contaba con más de 50 millones de jugadores registrados,en febrero de 2023 poseía más de 70 millones de jugadores registrados, en la actualidad (Julio de 2024), ya cuenta con más de 100 millones de jugadores registrados.